# Ciccaba huhula
Ciccaba huhula là một loài chim trong họ Strigidae.
Loài này có ở Argentina, Bolivia, Brazil, Colombia, Ecuador, Guiana thuộc Pháp, Guyana, Paraguay, Peru, Suriname và Venezuela. Môi trường sống tự nhiên của chúng là rừng khô nhiệt đới hoặc cận nhiệt đới và các khu rừng vùng núi ẩm nhiệt đới hoặc cận nhiệt đới.